# Kakavasar
Kakavasar (in armeno Կաքավասար?) è un comune di 151 abitanti (2001) della provincia di Shirak in Armenia.